# Teatro Comunale degli Oscuri
Il Teatro Comunale degli Oscuri è un teatro situato a Torrita di Siena.

## Storia e descrizione
Una lanterna chiusa col motto "Ab umbra lumen" è l'impresa dell'Accademia degli Oscuri costituitasi a Turrita nel giugno del 1763 *e che, per attuare il suo programma educativo, nel 1776 ottenne un salone al piano terreno del Palazzo Comunale per tenervi almeno una commedia all'anno.
Ma è nel corso dell'Ottocento che il teatro acquistò la sua forma definitiva: nel 1826, su progetto dell'ingegner Mario Chietti, venne realizzato un palcoscenico fisso e la sala venne dotata di un palchettone destinato agli accademici; nel 1866 si avviarono nuovi lavori (progetto dell'Accademico Carlo Mannucci Benincasa eseguito dal maestro muratore Angelo Guasparri) e il teatro nella nuova forma a pianta ovata con 23 palchi suddivisi in due ordini venne inaugurato nell'ottobre del 1870.
Nel 1904 le decorazioni pittoriche vennero interamente rinnovate dai pittori Sallustio e Oreste Tarugi di Montepulciano. Negli anni fra le due guerre, dopo il rifacimento dell'impianto elettrico, il teatro venne adibito a sala per le proiezioni cinematografiche. Dopo essere stato sede della locale sezione del Partito Nazionale Fascista, nel 1955 è stato acquisito dal Comune, ma all'inizio degli anni sessanta è stato chiuso.
Restaurato nel 1982-86 su progetto redatto dall'Ufficio Tecnico Comunale e sotto la direzione di Elio Clementi, il teatro è ritornato a essere una sala cittadina destinata a spettacoli teatrali e musicali allestiti in collegamento con il Cantiere Internazionale d'Arte di Montepulciano e l'Accademia Chigiana di Siena.